# Чавизм

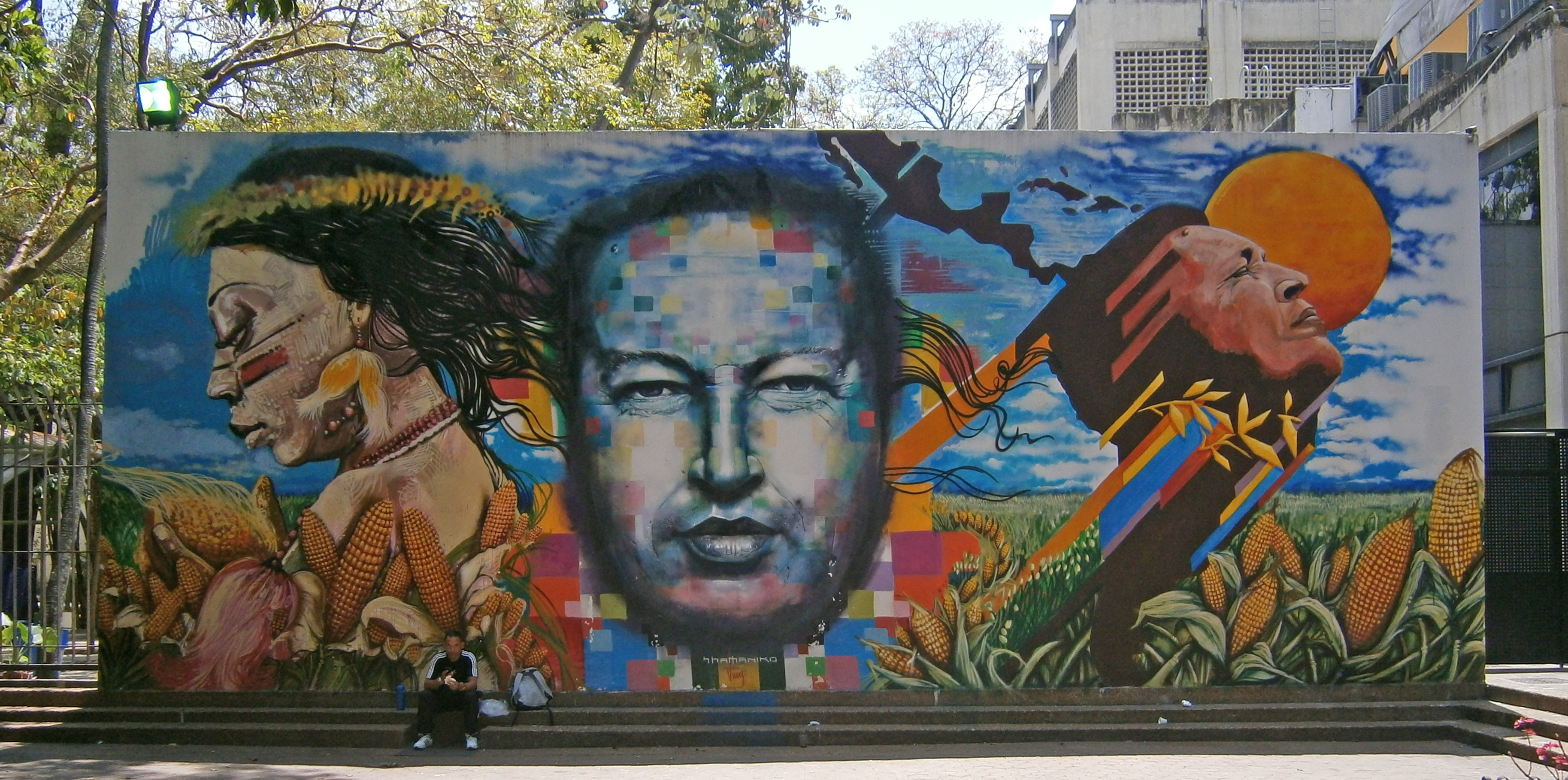
Настенное изображение Уго Чавеса, Венесуэла

Чави́зм (исп. chavismo) — политическая идеология левого толка, на основе идей и практики Уго Чавеса — президента Венесуэлы в 1999—2013 гг. Сочетает в себе элементы социализма, левого популизма, патриотизма, боливарианизма и индихенизма, а также карибской и латиноамериканской интеграции. Сторонники чавизма именуются чави́стами (исп. Chavista). Сам Чавес с 2005 года определял свою идеологию как «социализм XXI века».